# APPITRACK

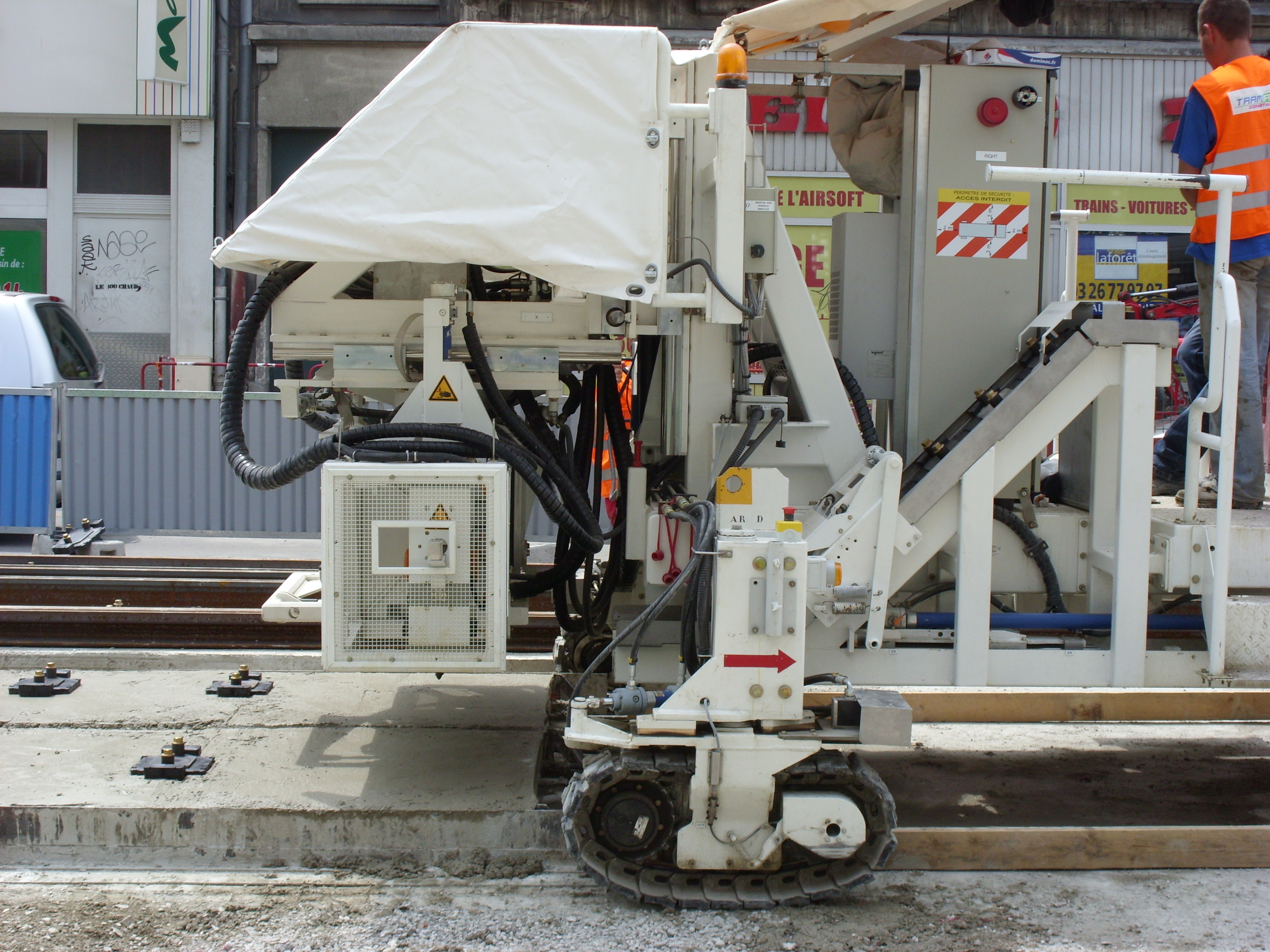
Machine appitrack posant le support en béton de rails du tramway de Reims (2009).

Le procédé APPITRACK est un concept de pose de voies développé par la société Alstom à partir des années 1990. L'acronyme APPITRACK signifie « Automatic Plate and Pin Inserter for Trackwork », en français : machine d'insertion de traverses et de tire-fonds pour voies ferrées.
Il s'agit d'une méthode automatisée utilisant deux machines fonctionnant en tandem, l'une pour le coulage du béton, l'autre pour la pose des traverses.
Selon Alstom, les principaux avantages de cette méthode sont :
- une réduction par 4 du temps de pose des voies ;
- un positionnement précis du rail sans nécessité de réajustement ultérieur.